# Jerusalem: Il pugnale ritrovato
Jerusalem: Il pugnale ritrovato (noto in inglese come Jerusalem: The Three Roads to the Holy Land) è un videogioco in stile avventura grafica sviluppato dalla Arxel Tribe e pubblicato dalla Cryo Interactive nel 2002 per Microsoft Windows in collaborazione con la Réunion des Musées Nationaux in Francia. È un seguito di Pompei: La leggenda del Vesuvio, a differenza del quale non presenta un doppiaggio in italiano.

## Trama
L'esploratore scozzese Adrian Blake viaggia di nuovo nel tempo per salvare la sua amata Sophie, e stavolta si ritrova nella Gerusalemme del 1552; lì, apprende dal governatore della città che un ladro è entrato in casa sua di notte per rapire sua figlia e rubare il pugnale di Abramo, una reliquia inestimabile, la cui scomparsa mette in pericolo la convivenza, fino ad ora pacifica, tra le tre comunità religiose, ossia quella ebraica, quella cristiana e quella musulmana, nella città santa. Spetta quindi ad Adrian indagare e trovare il pugnale e la figlia del governatore.

## Modalità di gioco
In qualità di punta e clicca a 360° in prima persona (ma con alcune sequenze in terza persona), il giocatore è chiamato ad andare avanti nella storia risolvendo i vari enigmi, spesso usando gli oggetti che raccoglie nel corso dell'avventura o dialogando con i vari personaggi non giocanti. Il gioco contiene anche un'enciclopedia di 75 file dedicati alla Gerusalemme del XVI secolo, la cui consultazione può essere necessaria per risolvere alcuni enigmi del gioco.

## Distribuzione
Dopo il fallimento della Cryo, il gioco è stato ridistribuito sotto il marchio della Microïds, insieme a tutti i diritti dell'intero catalogo.